# Karma (Taylor Swift-dal)
A Karma Taylor Swift amerikai énekesnő-dalszerző dala a Midnightsról, a tizedik stúdióalbumáról. Swift a dalt Jack Antonoffal, Sounwave-vel és Keanu Beatsszel írta és készítette, míg Jahaan Sweet társproducere volt. A Republic Records 2023. május 1-jén adta ki a dalt az amerikai rádióknak a Midnights harmadik kislemezeként. 2023. május 26-án jelent meg a dal remixe, amelyben Ice Spice amerikai rapper szerepel, a Midnights bővített kiadásának részeként.
A Karma dalszövegében Swift azt hirdeti, hogy „jó karmája" hogyan hozott neki jó dolgokat az életben, szemben becsmérlőivel. Zeneileg a dal ötvözi chillwave, a diszkó, az electroclash és a szintipop műfajait a techno, az alternatív pop és a new wave elemeivel. A kortárs kritikusok a Karmát a Midnights csúcspontjaként értékelték, és dicsérték produceri munkáját, dallamát és kissé ostoba szövegét.
A dal elérte a Billboard Global 200 hatodik helyét, és az első tíz hely egyikére került Ausztráliában, Kanadában, Írországban, Új-Zélandon és a Fülöp-szigeteken. Az Egyesült Államokban a második helyet érte el a Billboard Hot 100-on, és Swift rekordot jelentő 10. és 11. kislemeze lett az Adult Top 40, illetve a Pop Airplay toplistákon. A Karma klipjét 2023. május 26-án mutatták be Swift hatodik koncertturnéján, a The Eras Touron (2023–2024) East Rutherfordban, New Jerseyben. A videó másnap jelent meg a YouTube-on. A Swift által írt és rendezett high fantasy videóban ő és Ice Spice kozmikus, égi lényekként szerepel. A Karma záródalként szerepelt a The Eras Tour számlistáján. A 66. Grammy-díjátadón a remix a Legjobb popduó/csoportos előadás kategóriájában kapott jelölést.

## Fordítás
Ez a szócikk részben vagy egészben  a   Karma (Taylor Swift song) című angol Wikipédia-szócikk ezen változatának fordításán alapul.  Az eredeti cikk szerkesztőit annak laptörténete sorolja fel. Ez a jelzés csupán a megfogalmazás eredetét és a szerzői jogokat jelzi, nem szolgál a cikkben szereplő információk forrásmegjelöléseként.